# GDNA

基因组脱氧核糖核酸是染色体DNA，这一概念与染色体外DNA（如质粒）相对，常简写为gDNA。生物的基因组（由gDNA编码）是遗传的生物学信息，从生物的一代传到下一代。基因组被转录产生RNA，这是生物功能所必须的。一些RNA 经过剪接过程被移除内含子，在成熟的信使RNA（mRNA）中只留下外显子。成熟的mRNA接下来可被核糖体轉译为蛋白质。